# Dolph & Wulff (program)
Dolph og Wulff er et satirisk underholdningsprogram fra 2005 og sendes på DR2.
Serien, der handler om komikeren Mikael Wulff, den fascistiske, lyseblå flodhest Dolph og deres eventyr, er en efterfølger til programmet Wulffmorgenthaler der ligeledes blev sendt på DR2. I hvert afsnit behandler Dolph og Wulff et emne, der er oppe i tiden, på deres helt specielle måde.

## Medvirkende
- Mikael Wulff (sig selv)
- Jonas Schmidt (Dolph/Asger Lesniak, Streetwaykører m.fl.)
- Rasmus Bjerg (Lydmanden Rico, Bimmer, Idémanden Torben, Landmand m.fl.)
- Brian Mørk (speaker)
- Peder Pedersen (Bubber, Betjent Mark Madsen og nazist.)

## Episodeoversigt
Nøgle: Titel (sendt første gang)
- "Dolph's nytårstale (31. december 2005)
- "Dolph og Wulffs tropical nytårsshow" (30. december 2005) -- med gæsteoptræden af Anders Morgenthaler, Jarl Friis-Mikkelsen, Cecilie Frøkjær, Andrea Elisabeth Rudolph og Oliver Bjerrehus
- "Wulff's Jule-klipshow" (23. december 2005)
- "Dolph og Wulff på hospital" (16. december 2005) -- med gæsteoptræden af B.S. Christiansen, Mikael Bertelsen og Drengene fra Angora
- "Dolph og Wulff og Gud" (9. december 2005) -- med gæsteoptræden af Klaus Bondam
- "Dolph og Wulff på Christiania" (2. december 2005) -- med gæsteoptræden af Jokeren
- "Dolph og Wulff i Folketinget" (25. november 2005) -- med gæsteoptræden af Villy Søvndal
- "Dolph og Wulff på skørtejagt" (18. november 2005) -- med gæsteoptræden af Joan Ørting
- "Dolph og Wulff i Afrika" (11. november 2005) -- med gæsteoptræden af Vibeke Hartkorn
- "Dolph og Wulff på bondegård" (4. november 2005) -- med gæsteoptræden af Nikolaj Kirk
- "Dolph og Wulff i showbiz" (28. oktober 2005) -- med gæsteoptræden af Uffe Buchard

## Dvd
Alle ovenstående afsnit udkom 3. april 2006 på dvd (regionskode 2).
Bemærk: De officielle titler på dr.dk indeholder ofte "Wullf" i stedet for "Wulff".